# أعمال مقتبسة من أغنية الجليد والنار
القائمة التالية هي لأعمالٍ اقتُبست من سلسلة الفانتازيا الملحميّة أغنية الجليد والنار للمؤلف الأمريكي جورج آر. آر. مارتن.

## روايات قصيرة

### دنك وإيج
حكايا دنك وإيج (بالإنجليزية: Tales of Dunk and Egg)‏ هيَ سلسلة رواياتٍ قصيرة من تأليف جورج ر. ر. مارتن تقع أحداثها في عالم سلسلة روايات أغنية الجليد والنار. تحكي السلسلة قصّة دنكن الطويل «دنك» قائد الحرس الملكي والملك إيجون الخامس «إيج» قبل حوالَي 90 سنة منذ بدء أحداث سلسلة الروايات الأصليّة.
تم نشر ثلاث روايات من هذه السلسلة هي:
- الفارس الجوّال (1998) (بالإنجليزية: The Hedge Knight)‏.
- سيف القسم (2003) (بالإنجليزية: The Sworn Sword)‏.
- الفارس الغامض (2010) (بالإنجليزية: The Mystery Knight)‏.

## منشورات مصاحبة

### مجموعات
جماهيريّة شخصيّة تيريون لانستر أدت لنشر مارتن ودار النشر Bantam Books لنشر طرافة وحكمة تيريون لانستر، وهو مجموعةٌ مُصوّرةٌ لاقتباساتٍ لتيريون من الروايات في أكتوبر 2013.